# Stigmella aromella
Stigmella aromella là một loài bướm đêm thuộc họ Nepticulidae. Nó được tìm thấy ở Ontario.
Late instar larvae have been được tìm thấy ở mid-August và mid-September, con trưởng thành bay in tháng 2, tháng 3 và cuối tháng 8. There are probably two generations per year.
Ấu trùng ăn Populus species, bao gồm Populus deltoides và Populus x canadensis.Chúng ăn lá nơi chúng làm tổ.